# (5035) Swift
(5035) Swift (1991 UX) – planetoida z pasa głównego asteroid okrążająca Słońce w ciągu 4,22 lat w średniej odległości 2,61 j.a. Odkryta 18 października 1991 roku.
Asteroida została nazwana na cześć Lewisa Swifta.